# 1348
Cette page concerne l'année 1348  du calendrier julien. Pour l'année 1348 av. J.-C., voir 1348 av. J.-C.
L'année 1348 est une année bissextile qui commence un mardi.

## Événements
- 10 avril[1] : défaite du sultan Mérinide Abû al-Hasan à la bataille de Kairouan devant la révolte des tribus arabes du Sud tunisien et la sécession de Tripoli. Il doit se réfugier au Maroc.

- L’émir Kazgan détrône le khan de Transoxiane Dânich-mendiya et le remplace par le petit-fils de Douwa, le djaghataïde Bouyankouli. Kazgan restaure le pouvoir des seigneurs féodaux turcs[2].

- Les Génois attaquent Cérasonte dans l’empire de Trébizonde[3] puis la capitale elle-même, ce qui provoque l’emprisonnement de tous les Francs de la ville.

### Europe
- 1er janvier : la peste est à Pise[4].
- 11 janvier[5] : arrivée de Louis Ier de Hongrie à Bénévent avec six mille hommes d'armes. La reine Jeanne de Naples s'enfuit en Provence le 15. Louis se rend maître du royaume de Naples mais la peste le fait reculer et il doit retourner en Hongrie fin avril.
- 13 janvier : de Spalato, la peste gagne par voie maritime les ports voisins de Sebenico et de Raguse (Dubrovnik) puis arrive à Venise le 25 janvier[4].

- 23 janvier : Charles de Durazzo est exécuté à Aversa par Louis de Hongrie qui l'accuse de l'assassinat de son frère André[6].
- 25 janvier : Venise subit un violent tremblement de terre qui fait des centaines de victimes et détruit de nombreux édifices[7].

- 2 février: bataille de la Strėva entre les chevaliers teutoniques et l’armée du Grand-duché de Lituanie.
- 28 février[8] : les Cortes de Alcalá convoqués par Alphonse XI de Castille promulguent l'ordonnance d'Alcala (Ordenamiento de Alcalá), somme juridique de 58 lois. Première mention de l'institution des corrégidors, fonctionnaires nommés pour représenter la Couronne de Castille à l'échelon municipal[9] (institution généralisée par les rois catholiques en 1480).
- 8 mars : une charte du roi de Bohême Charles IV décide la construction de la nouvelle ville de Prague, la plus grande opération d'urbanisme du Moyen Âge, qui n'a pas eu d'égal dans l'Europe du XIVe siècle, pour faire face à la croissance démographique de sa capitale. La première pierre de la ville est posée le 26 avril[10].
- Mars : la peste arrive à Florence et en Toscane[4],[11].

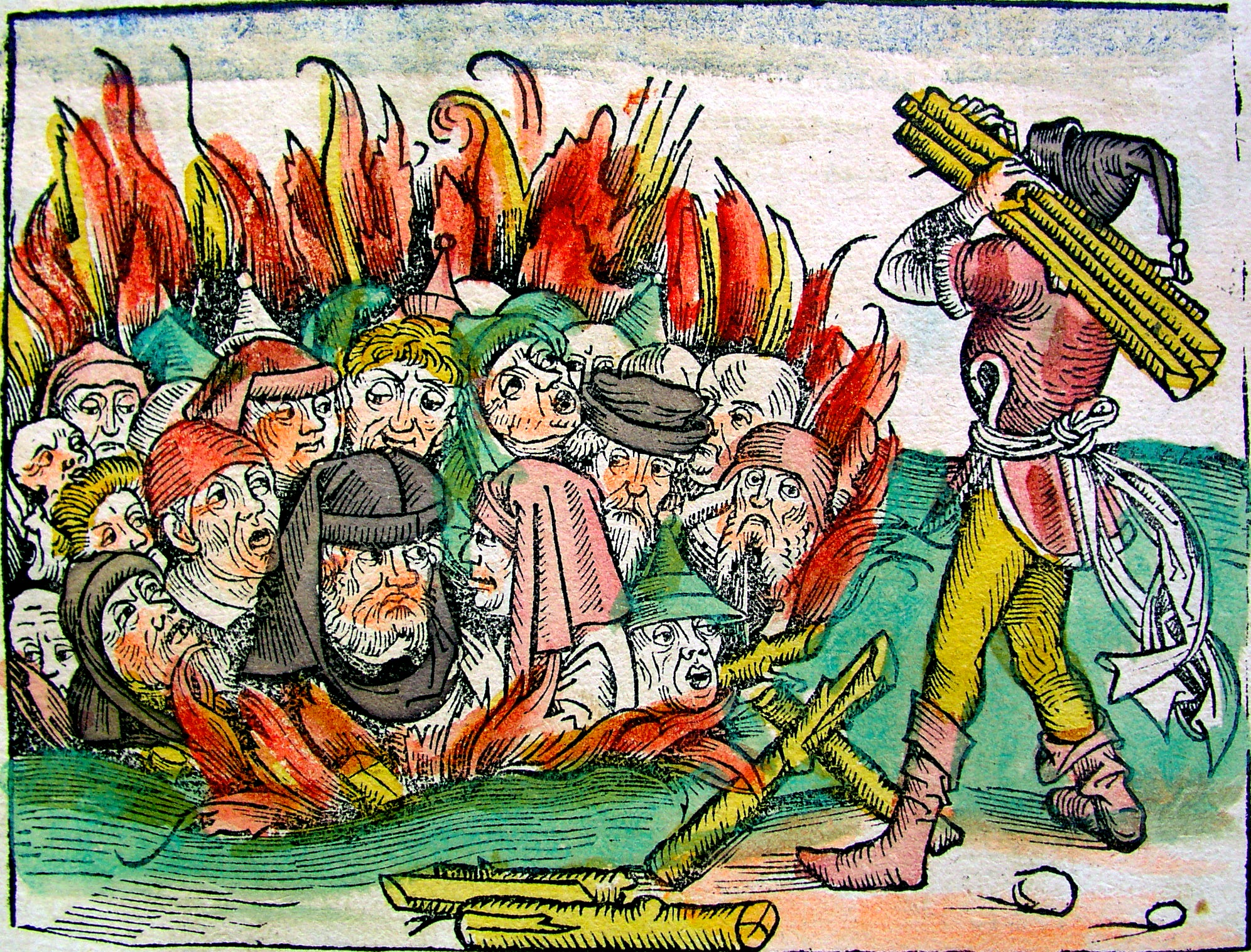
Bûcher de Juifs pendant la peste noire, gravure extraite de la « Chronique de Nuremberg ».
La peste provoque des émeutes antisémites en Provence au printemps. La synagogue de Saint-Rémy-de-Provence est incendiée. Elle sera reconstruite hors de la ville dès 1352. Des Juifs, accusés de propager la peste, sont brûlés à Serres, en Dauphiné, à Chillon, sur le lac Léman. Ils sont massacrés en Navarre et en Castille. En Allemagne six mille Juifs sont tués à Mayence, deux mille sont brûlés à Strasbourg en 1349… De nombreux Juifs fuient vers l’est, en Pologne et Lituanie.

- 13 avril : massacre de Juifs à Toulon[13].
- 7 avril : fondation de l'université Charles de Prague[14].

- 17 mai : le quartier juif de Barcelone est pillé[15]. Des massacres semblables ont lieu à Cervera, Tàrrega, Lérida et Gérone[16].

- Mai : le ghazi d’Aydın Umur Bey est tué lors d'une tentative de reconquête de Smyrne. Son frère Hızır Bey le remplace et signe la paix avec les chrétiens 17 août[17].

- 4 juin : Barnim III le Grand obtient du roi des Romains Charles IV la reconnaissance de la Poméranie occidentale en tant que fief du Saint-Empire romain germanique, ce qui écarte la menace du Brandebourg[18].
- 9 juin : le pape Clément VI achète Avignon à la reine Jeanne de Naples, qui est également comtesse de Provence. Jeanne est innocentée dans l’affaire de l’assassinat de son mari André III de Hongrie par le pape Clément VI et obtient les dispenses pour son mariage. Elle lui vend Avignon pour 80 000 florins pour financer la reconquête de Naples. L'empereur renonce à ses droits de suzeraineté sur la ville le 1er novembre suivant[19].
- Juin : la peste atteint le Dorset, en Angleterre[20] (1348-1349). Londres est touchée le 1er novembre[21]. La population anglaise est réduite de 30 % entre 1348 et 1369. La réduction de la main-d’œuvre transforme l’économie agricole seigneuriale. De vastes terres passent à l’élevage et la main-d’œuvre agricole connaît pour la première fois une sorte de liberté.
- 21 juillet : bataille d'Épila (es)[22]. Pierre le Cérémonieux écrase la rébellion de l’Union des nobles et des villes d’Aragon. Il doit accorder l’autonomie à la Catalogne qui l’avait aidé dans sa lutte.
- 4 juillet : bulle du pape Clément VI de protection des Juifs. Une seconde bulle fulminée le 26 septembre les innocente de la propagation de la peste[23].
- 6 août[24] : prise d'Orekhov par Magnus Eriksson, roi de Suède, qui mène une campagne contre la république de Novgorod dans l’isthme de Carélie en Finlande (fin en 1362).
- 15 août : guerre de Galata opposant les Génois aux bourgeois de Constantinople en l'absence de l'empereur Jean VI Cantacuzène, parti en campagne contre les Serbes (fin le 5 mars 1349).
- 17 août : Jeanne de Naples et Louis de Tarente entrent à Naples[25] et entreprennent de chasser les garnisons hongroises des citadelles.
- 20 août : première mention de la peste à Paris et à Saint-Denis[4].
- 15 septembre : les Juifs de Chillon, sur le lac Léman, sont torturés jusqu’à ce qu’ils avouent avoir empoisonné les puits[26]. Leurs confessions provoquent la fureur de la populace qui se livre à des massacres et à des expulsions.
- Octobre - novembre : la peste atteint l'Autriche[27] (1348-1349). 40 000 victimes à Vienne. 25 à 35 % de la population est décimée. Séries de tremblements de terre[28]. Le peuple, pris de panique, s’en prend aux communautés juives soupçonnées d’avoir diffusé l’épidémie. Albert le Sage doit intervenir pour protéger ses sujets Juifs.
- 22 novembre[29] : traité de Namysłów (pl)[30] : Casimir III de Pologne échoue contre les deux ducs Piast de Silésie qui préfèrent rester sous la suzeraineté de la Bohême. Cette région, la plus riche et la plus peuplée de royaume, échappe définitivement à la Pologne.
- 30 novembre : la peste est à Angers[4].

- Le tsar serbe Étienne Douchan se retourne contre Jean VI Cantacuzène, s’empare à la fin de l’année de toute la Macédoine sauf de Thessalonique, puis de l’Épire, de l’Albanie, de l'Acarnanie, de l’Étolie et de la Thessalie[31].

- Traité de Bolotovo (en)[32] : Pskov se détache de la république de Novgorod et devient une autre république marchande.
- À l’est, Casimir III de Pologne s’empare après une longue guerre du duché de Halicz de 1348 à 1366[33].
- Le roi de Pologne Casimir III le Grand offre sa protection aux Juifs chassés du reste de l’Europe[34]. Il leur ouvre son royaume et organise leur accueil en précisant leurs droits. Une « ville juive » est instaurée à Cracovie au-delà de la Vistule. C’est dans les agglomérations polonaises que les Juifs, qui parlaient un dialecte allemand, élaborent le yiddish.
- La maison de banque florentine des Alberti possède une succursale à Constantinople[35].
- L'écrivain italien Boccace (Giovanni Boccaccio) commence à travailler sur le Décaméron.

## Fondations en 1348
- Chartreuse de Bruges, monastère fondé par des moniales, à Bruges, sous la dénomination chartreuse Sainte-Anne-au-Désert de Sint-Andries.

## Dans la fiction
- Le roman Le Grand Livre (1992) se déroule en grande partie en 1348, durant l'épidémie de peste en Angleterre.